# Цидипповые
Цидипповые (лат. Cydippida) — отряд гребневиков из класса щупальцевых (Tentaculata). Наиболее примитивный отряд гребневиков, в ископаемом состоянии его представители известны с силура. Отличительные особенности — овальное либо сферическое тело и разветвленные щупальца, которые цидипповые могут втягивать в специальные сумки (щупальцевые влагалища).

## Строение и физиология
Для цидипповых характерно округлое, иногда сферическое, но чаще овальное либо цилиндрическое тело. Например, у прибрежной Pleurobrachia тело яйцевидной формы, на более узком конце которого располагается рот. У Mertensia ovum тело сжатое из-за укорочения глоточной оси. От обеих сторон тела тянутся длинные изящные щупальца, которые при необходимости могут втягиваться в щупальцевые влагалища. Некоторым представителям отряда свойственна уплощённость тела в плоскости щупалец.
Щупальца ветвятся и переходят в тентиллы, хотя для некоторых родов характерны и простые щупальца без боковых отростков. У некоторых цидипповых (например, Hormiphora, похожей на Pleurobrachia) имеются тентиллы двух типов. Щупальца и тентиллы плотно покрыты клейкими клетками — коллобластами. Эти клетки имеют грибообразную форму и состоят из трёх элементов: головки, включающей в себя многочисленные везикулы с клейким агентом, ножки, удерживающей коллобласт в эпидермисе либо мезоглее, и спиралевидной нити, обвивающей оба других отдела. Назначение спирали до сих пор не выяснено, но скорее всего она поглощает часть воздействия жертвы при попытке выскользнуть, тем самым увеличивая механическую твердость коллобласта и препятствуя его разрыву.
Помимо коллобластов, виды рода Haeckelia (например, Haeckelia rubra) могут встраивать в свои щупальца книдоциты (стрекательные клетки) поедаемых ими медуз (так же поступают некоторые голожаберные моллюски). Виды рода Euplokamis обладают особым строением щупальцевых отростков: их тентиллы включают в себя поперечно-полосатую мышечную ткань и в расслабленном состоянии завиваются в спираль, в то время как у других гребневиков расслабленные тентиллы просто вытягиваются. За счет этого тентиллы Euplokamis могут осуществлять три типа движений: они могут выстреливать (от 40 до 60 миллисекунд), извиваться на манер небольших планктонных червей (для приманивания добычи) и обвиваться вокруг жертвы. Первый тип движения осуществляется благодаря сокращениям поперечно-полосатой мускулатуры, второй — за счет работы гладких мышц, а захват добычи осуществляется при втягивании тентилл обратно, хотя хватка может быть дополнительно усилена за счет сокращения гладких мышц.
Тело цидипповых покрывают восемь гребней ресничек, тянущиеся ото рта к противоположному концу тела и равномерно покрывающие все тело (впрочем, у Callianira на аборальной поверхности тела расположены два гребня). Между гребными пластинками отсутствуют ресничные бороздки. Мерцательные движения гребней осуществляются последовательно (в метахрональном ритме). Сигнал распространяется из статоцистов по всему куполу, затем его принимают реснички и передают всему своему ряду либо двум соседним. Таким образом формируется механический аппарат последовательной активации ресничек, основанный на восприятии создаваемых ими колебаний в воде.

## Образ жизни
Цидипповые — в основном плавающие гребневики, питаются планктоном. Впрочем, молодые особи Lampea прикрепляются к сальпидам при помощи выворачивающейся наружу и сильно растяжимой выстилки глотки; возможно, они ведут паразитический образ жизни.

## Классификация
На октябрь 2020 года в отряд включают 13 семейств:
- Aulacoctenidae Lindsay & Miyake, 2007
- Bathyctenidae Mortensen, 1932 (emend. Lindsay & Miyake, 2007)
- Cryptocodidae Leloup, 1938
- Ctenellidae C. Carré & D. Carré, 1993
- Dryodoridae Harbison, 1996
- Euchloridae
- Euplokamididae Mills, 1987 [syn. Euplokamidae Mills, 1987]
- Haeckeliidae Krumbach, 1925
- Lampeidae Krumbach, 1925 [syn. Gastridae Stechow, 1923]
- Mertensiidae L. Agassiz, 1860
- Pleurobrachiidae Chun, 1880
- Pukiidae Gershwin, Zeidler & Davie, 2010
- Vampyroctenidae Townsend, Damian-Serrano & Whelan, 2020

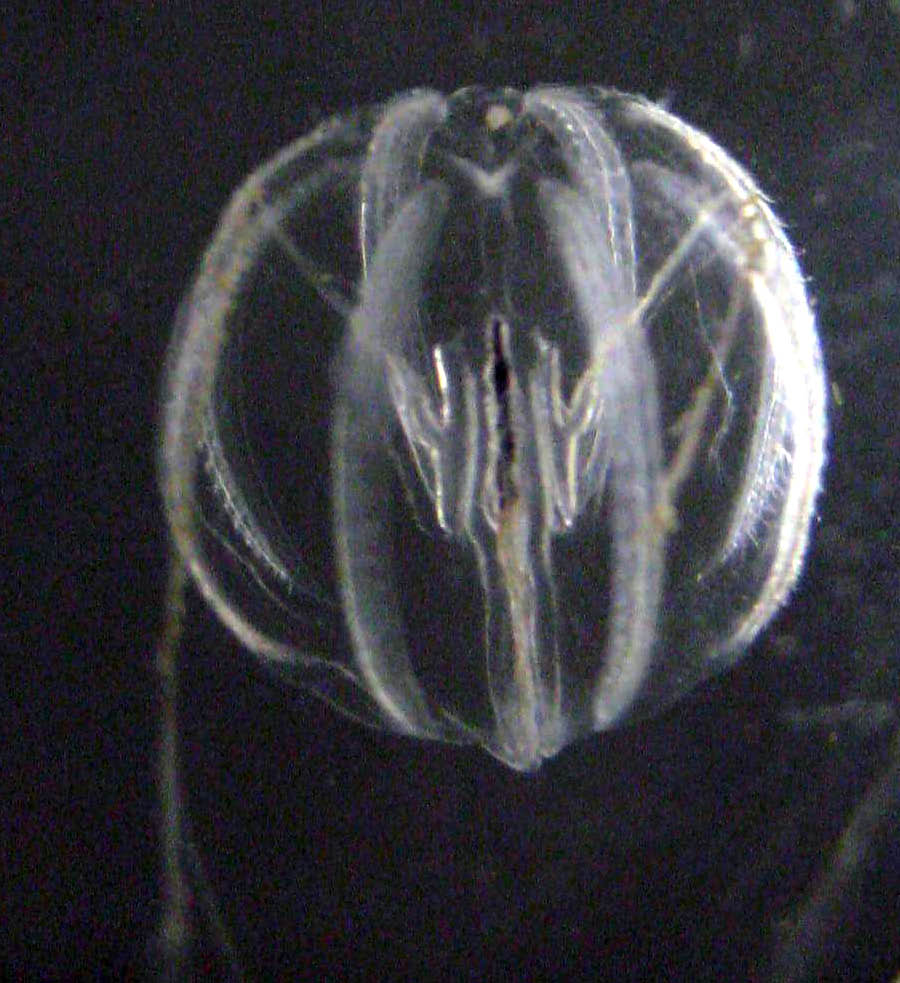
Pleurobrachia bachei[англ.]
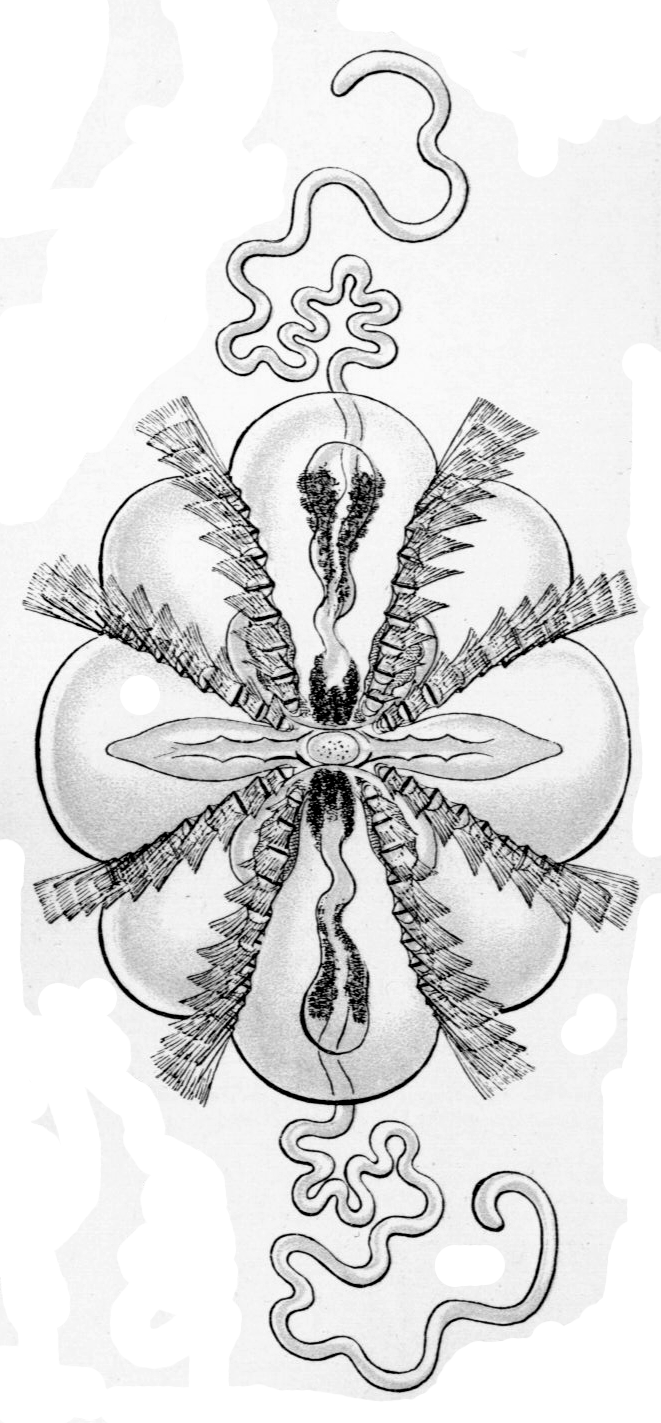
Haeckelia rubra
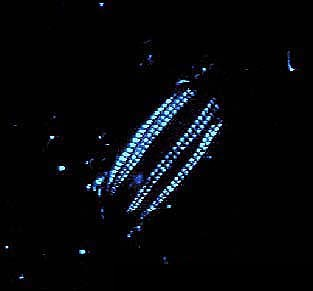
Биолюминесцирующий Euplokamis